# La valle dei banditi
La valle dei banditi è un romanzo giallo scritto da Giorgio Scerbanenco e pubblicato nel 1945. È il settimo romanzo del ciclo di Arthur Jelling, il singolare funzionario della polizia di Boston creato da Scerbanenco.

## Trama
Arthur Jelling viene chiamato a indagare in una zona remota ai margini di Boston, nota come "La valle dei banditi" per via della sua reputazione di rifugio per criminali e fuorilegge. Quando un corpo viene trovato in questa valle, Jelling deve navigare tra una rete di segreti locali, superstizioni e la diffidenza degli abitanti per scoprire la verità. La sua indagine lo porterà a scoprire che nella valle niente è come sembra.

## Edizioni
- La valle dei banditi, in Supergiallo n.13, Milano, Arnoldo Mondadori Editore, 1945. - Collana Gialli Italiani Mondadori n.14, 1981.
- La valle dei banditi, a cura di Roberto Pirani, Collana La memoria n.792, Palermo, Sellerio, 2013,  p. 280, ISBN 88-389-2393-7.
- La valle dei banditi, Prefazione di Cecilia Scerbanenco, Collana Oceani, Milano, La nave di Teseo, 2025, ISBN 978-88-346-0741-1.